# Ferdinand Alexander Porsche
Ferdinand Alexander Porsche, genannt „Butzi“ (* 11. Dezember 1935 in Stuttgart; † 5. April 2012 in Salzburg), war ein deutsch-österreichischer Industriedesigner und der Gründer der Porsche Design GmbH.
Er war der älteste Sohn von Ferry Porsche sowie ein Enkel von Ferdinand Porsche und Cousin von Ferdinand Piëch, dem ehemaligen Vorstandsvorsitzenden und Aufsichtsratsvorsitzenden der Volkswagen AG.

## Leben
Nach einem Jahr Volksschule 1942 in Stuttgart zog die Familie nach Zell am See, wo Porsche die Volksschule beendete. 1949 siedelte die Familie nach Stuttgart zurück, und Porsche besuchte die Waldorfschule. Sein Studium begann er an der Hochschule für Gestaltung Ulm, die er bereits nach zwei Semestern wieder verließ. 1957 begann er im Karosserie-Stylingstudio bei Porsche unter dessen Leiter Erwin Komenda. 1962 wurde Porsche Designdirektor bei Porsche. Sein bekanntestes Werk ist der Porsche 911, der bei der Vorstellung auf der IAA 1963 noch 901 hieß. Das Design der aktuellen Porsche-Fahrzeuge lässt noch heute die Grundzüge der Gestaltung von Ferdinand Alexander Porsche erkennen.
1972 gründete er nach dem Ausschluss der Familienmitglieder aus allen wichtigen Positionen bei Porsche in Stuttgart seine eigene Firma, das Porsche Design Studio, mit der er 1974 nach Zell am See (Österreich) übersiedelte. Porsche hatte die deutsche und die österreichische Staatsbürgerschaft. 1999 verlieh ihm der österreichische Bundespräsident den Berufstitel Professor.
1990 wurde Porsche Aufsichtsratsvorsitzender der Dr. Ing. h.c. F. Porsche AG, Stuttgart, dem Aufsichtsrat gehörte F.A. Porsche bis zum 28. Januar 2005 an, als er zum Ehrenvorsitzenden des Aufsichtsrates der Porsche AG ernannt wurde. Die Funktion wurde seinerzeit für seinen Vater Ferry eingeführt, als sich dieser aus dem Geschäftsleben zurückzog. Ab 2004 war Porsche zudem Ehrenvorsitzender des Beirats des Porsche Design Studios in Zell am See. Ferdinand Alexander Porsche wurde Vater dreier Söhne, von denen Ferdinand Oliver (* 1961) seinem Vater als Mitglied des Aufsichtsrats folgte.
Ferdinand Alexander Porsche starb am 5. April 2012 im Alter von 76 Jahren im Beisein seiner Familie. Sein Grab befindet sich in Zell am See, wo seine Urne in der Hauskapelle des Schüttgutes beigesetzt ist.

## 3. Influence Beyond Automotive Design
- Porsche Design GmbH expanded into watches, eyewear, electronics.
- Philosophy applied to everyday tools (e.g., focus on durability, usability, accuracy).
- Establishes relevance beyond cars.

| Personendaten    | Personendaten                                         |
| ---------------- | ----------------------------------------------------- |
| NAME             | Porsche, Ferdinand Alexander                          |
| ALTERNATIVNAMEN  | Porsche, Butzi                                        |
| KURZBESCHREIBUNG | deutsch-österreichischer Designer und Geschäftsführer |
| GEBURTSDATUM     | 11. Dezember 1935                                     |
| GEBURTSORT       | Stuttgart                                             |
| STERBEDATUM      | 5. April 2012                                         |
| STERBEORT        | Salzburg                                              |